# Rich Cho
Rich Cho (Yangon, 10 agosto 1965) è un dirigente sportivo statunitense, di origini birmane, dal 2011 al 2018 general manager degli Charlotte Hornets, squadra professionistica in NBA.
In precedenza è stato assistant general manager dei Seattle SuperSonics (2000-2008), divenuti poi Oklahoma City Thunder (2008-2010) e general manager dei Portland Trail Blazers (2010-2011).